# Het genie in de muizeval
Het genie in de muizeval  (Engels: Flowers for Algernon) is de debuut-roman van auteur Daniel Keyes, gebaseerd op zijn eigen verhaal uit 1959. Het werd in Nederland uitgegeven door Born Uitgeverij uit Assen. Het verscheen eerst in gebonden vorm onder de titel IQ185, vervolgens als pocket. Het boek werd geplaatst als sciencefiction, maar kan ook gelezen worden als psychologische roman.
 
In 1960 won Keyes de Hugo Award voor het oorspronkelijk korte verhaal Flowers for Algernon uit 1959. Dat verscheen in The Magazine of Fantasy and Science Fiction. Hij herschreef het verhaal tot een roman en verdiende daarmee in 1966 de Nebula Award.
 
Het boek is verscheidene malen verfilmd: o.a. als langspeelfilm Charly waarvoor Cliff Robertson een Oscar kreeg voor zijn (hoofd)rol. De BBC bewerkte het boek voor een radiodrama en er bestaat een musicalversie. Het boek kent enkele expliciete seksuele passages en is daardoor een aantal keren ten prooi gevallen aan censuur.

## Verhaal
De geestelijk achtergebleven Charlie Gordon (IQ=68) werkt in een bakkerij. Zijn kennisniveau is laag. Zijn collega’s in die bakkerij vinden hem aardig en helpen hem af en toe een handje. Ook de baas knijpt af en toe een oogje toe. Via zijn lerares wordt Charlie proefpersoon voor een operatie, die uiteindelijk moet zorgen dat zijn verstandelijke vermogens toenemen. De proef heeft eerder resultaat gehad bij de laboratoriummuis Algernon. Het lokkertje voor Charlie is dat hij net zo knap zal worden als iedereen. 
Charlie moet na de operatie allerlei testen uitvoeren, vooral labyrintraces tegen de muis Algernon. Deze verliest hij aanvankelijk telkens maar na verloop van tijd kan hij de muis verslaan. Hij moet naar televisieprogramma's kijken om zo snel kennis op te doen, begint beter te lezen en schrijven, en hij begint belangstelling voor boeken te tonen. In een mum van tijd leert hij verschillende vreemde talen.
Wanneer die verstandelijke vermogens toenemen, wordt Charlie zich bewuster van zijn verleden. Het gedrag van zijn collega’s leek leuk, maar hij realiseert zich dat ze hem niet als gelijke behandelden en hem feitelijk pestten zonder dat hij het doorhad. Hij krijgt een bonus en opslag omdat hij een manier bedacht om de efficiëntie van de bakkerij te verbeteren, maar wordt vrij snel daarna ontslagen omdat bijna alle collega's een petitie tegen hem indienen bij het management. Toen Charlie nog achterlijk was, was hij een geschikt pispaaltje, maar een intelligente Charlie vinden ze doodeng.
Charlie wordt verliefd op zijn voormalige lerares Ms. Kinnian, en heeft een romantisch etentje met haar. Na enkele weken loopt dit spaak wanneer hij haar intellectueel voorbijstreeft en ze hem niet meer kan volgen. In plaats daarvan begint hij een seksuele maar vrij inhoudsloze relatie met een flatgenoot. Hij zondert zich af en kan ook zijn vrienden en Ms. Kinnian niet meer velen. Hij slaapt bijna niet meer omdat hij de nachten doorbrengt met drinken of seks, en de dagen met studie. Ook de onderzoekers van het eerste uur begint hij te verafschuwen wanneer hij ook hen intellectueel voorbijstreeft en de machts- en carrièrespelletjes achter het onderzoek doorziet. Bovendien voelt hij dat ze hem niet anders zien dan Algernon: als een menselijk proefdier. 
Boeken kan Charlie razendsnel lezen en hij heeft het IQ van een genie. Charlie raakt zo geïrriteerd over het gekibbel tussen de wetenschappers dat hij op eigen titel onderzoek begint te verrichten naar het verbeteren van intelligentie. Hij krijgt een volledige baan en labfaciliteiten toegewezen.
De muis Algernon begint echter gedragsveranderingen te vertonen: zo bijt hij Charlie, weigert nog labyrinttests te doen, vertoont motorische storingen, en apathie. Het inbrengen van een vrouwtjesmuis heeft als resultaat dat hij haar links laat liggen. Charlie vermoedt dat de muis naar zijn oude intellectuele niveau aan het degenereren is en dat waarschijnlijk ook het effect van zijn eigen operatie maar tijdelijk is. De muis degenereert inderdaad en sterft vrij snel daarna. Autopsie toont aan dat Algernons hersenen inderdaad gedegenereerd zijn.
Charlie begint een wanhopige race tegen de klok om met zijn superieure intellect een geneesmiddel uit te vinden voordat ook hij zijn intellect kwijtraakt. Ook Charlie bemerkt de eerste tekenen van zijn eigen degeneratie: afwezigheid en verstrooidheid, gevolgd door hevige hoofdpijn en storingen in de motoriek. Charlie probeert zijn onderzoek voort te zetten maar hij vergeet zijn kennis even snel als hij die had opgedaan. Al snel begrijpt hij de boeken en zijn eigen aantekeningen niet meer. Ook vreemde talen kan hij niet meer begrijpen. 
Nu hij weer terugkeert op het niveau van de gemiddelde mens, krijgt hij opnieuw waardering voor de kleine dingen in het leven. Zo bloeit ook de romance met Ms. Kinnian weer op. Ze hebben een korte relatie, tot Charlie haar de deur moet wijzen omdat hij haar intellectueel niet meer kan bijbenen. Hij probeert verder de relatie met zijn familie te herstellen wat een kort contact met zijn zus Norma oplevert. De degeneratie laat Charlie weer terugkeren naar zijn oude niveau, die hem wederom sympathiek doet worden maar hem in een diepe depressie dompelt. Charlie wordt suïcidaal maar een gedachte weerhoudt hem: de nieuwe Charlie had zijn lichaam geleend en nu moet hij het aan de oude Charlie teruggeven. Hij krijgt zijn baan bij de bakkerij terug waar zijn oude vrienden hem nu in bescherming nemen tegen de pesterijen van anderen. Maar hij kan het besef dat iedereen medelijden met hem heeft niet verdragen.
Uiteindelijk vertrekt Charlie en laat een brief achter met daarin de opdracht om bloemen op het graf van muis Algernon te blijven plaatsen.    
Het verhaal is als een dagboek geschreven. Het begin is moeilijk leesbaar, omdat Charlie maar een beperkt spreek- en schrijfniveau heeft. De schrijffouten uit het begin verdwijnen langzaam uit de tekst als zijn vermogens toenemen. De geschreven fragmenten krijgen ook een betere structuur. De fouten en gebrekkige structuur keren echter terug als de degeneratie heeft ingezet.

## Algemeen
De naam Algernon is afkomstig van Algernon Charles Swinburne. De doctoren Nemur en Strauss waren collega's van Keyes. De kaft van de eerste Amerikaanse druk verwijst naar de rorschachtest die Charlie moet ondergaan om te kijken of hij kan meedoen aan de test. Het boek vormde de inspiratie tot het studioalbum A Curious Feeling van Tony Banks.  